# 널 장치
널 장치 또는 널 디바이스(null device)는 일부 운영 체제에서 기록 대상이 되는 모든 데이터를 버리지만 쓰기 작업은 성공했다고 보고하는 장치 파일이다. 이 장치는 유닉스나 유닉스 계열 운영 체제에서는 /dev/null이라고 부르며, 도스와 CP/M에서는 NUL: 또는 NUL, 윈도우 NT에서는 \Device\Null로, 아미가 운영 체제에서는 NIL:, 오픈VMS에서는 NL:로 부른다. 윈도우 파워셸에서는 $null을 같은 의미로 사용한다. 어떠한 프로세스에도 데이터를 제공하지 않고 그 즉시 EOF을 내보낸다. IBM 도스, MFT, MVT, OS/390 및 z/OS 운영 체제의 경우, 이러한 파일들은 JCL에 DD DUMMY로 할당한다.
프로그래머들 사이에서 (특히 유닉스 쪽) 널 장치는 비트 버킷 또는 블랙홀로 불린다.

## 사용법
널 장치는 일반적으로 프로세스의 원하지 않는 출력 스트림을 버리거나 입력 스트림을 위해 비어있는 파일의 역할을 하기 위해 사용된다. 리다이렉션을 통해 수행되는 것이 보통이다.
/dev/null은 특수 파일의 하나로, 디렉터리는 아니기 때문에 유닉스의 mv 명령을 이용하여 특정 파일이나 디렉터리를 해당 널 장치 파일로 이동할 수 없다. rm 명령이 유닉스에서 파일을 삭제하는 적절한 방법이다.

## 같이 보기
- 파일시스템 계층구조 표준
- 표준 스트림